# Polibuten
Polibuten, polybutylen (oznaczenie PB) – termoplastyczny materiał z kategorii poliolefin, który powstaje poprzez polimeryzację butylenu (C4H8). Wspólnie z innymi tworzywami sztucznymi, takimi jak PP czy PE, zaliczany jest do grupy tworzyw niepolarnych. Niemniej jednak, w porównaniu do tych tworzyw, polibutylen jest bardziej lekki i elastyczny, a także charakteryzuje się większą odpornością na działanie ciśnienia przy tej samej masie. W przeciwieństwie do rozgałęzionego poliizobutylenu, monomery w polibutenie są ułożone liniowo i głównie izotaktycznie, przy czym osiągane są wysokie masy cząsteczkowe od 700 000 do 3 000 000 g/mol.

## Opis
Jest to polimer, żywiczy ester wytworzony z butenu oraz izobutylenu. To trwała, niezamarzająca ciecz o jasnej barwie i lepkiej strukturze. Jest ona nierozpuszczalna w wodzie, ale rozpuszcza się między innymi w benzenie i toluenie.

## Zastosowanie

### Kosmetyka
Jest komponentem pełniącym rolę plastyfikatora, spoiwa oraz podnoszący lepkość. W kosmetologii powszechnie używany w procesie wytwarzania sztyftów, pomadek, szminek, kred do makijażu, tuszy do rzęs oraz emulsji do opalania z filtrem UV. Dodaje właściwości wodoodporne. Wykorzystywany także w celu modyfikacji innych syntetycznych żywic, na przykład w produkcji opakowań, aby nadać im elastyczności.

### Instalatorstwo
Z polibutenu konstruuje się rury i kształtki stosowane w instalacjach wodnych. Jednym atutów instalacji opartej na polibutylenie jest jego zdolność do wytrzymywania deformacji, czyli zmian wynikających z długotrwałego oddziaływania stałych obciążeń. Materiał ma doskonałe właściwości mechaniczne, dlatego może być używany w przypadku instalacji, w których przewodzi ciepła i zimna woda, zwłaszcza w systemach ogrzewania. Dodatkowo, polibutylene charakteryzuje się znaczną odpornością chemiczną oraz niską rozszerzalnością pod wpływem temperatury.
W cieczach przepływających przez rury z polibutylenu nie występuje żadne obce oddziaływanie smakowe, co czyni go odpowiednim również do zastosowań w przemyśle spożywczym. Materiał spełnia również wymagania dotyczące instalacji przemysłowych, oraz stabilność w warunkach wysokich obciążeń.